# Степаненко Дмитро Анатолійович
Степаненко Дмитро Анатолійович (нар. 27 квітня 1975, Вільшанка) — український мілітарний письменник, генеалог.

## Життєпис
Народився 27 квітня 1975 року у селищі Вільшанка Кіровоградської області. 1993 року вступив до Тернопільської академії народного господарства. У 1993—1995 роках проходив строкову службу у 8 окремій бригаді спеціального призначення (ОБрСпП), м. Ізяслав (зараз 8-й ОПСпП, м. Хмельницький). 1999 року завершив навчання в ТАНГ та отримав диплом економіста.
З початком російської агресії проти України 2014 року як доброволець був зарахований до створюваної в той час 57 ОМПБр як розвідник. З жовтня 2014 до серпня 2015 року виконував завдання як снайпер та артилерійський коригувальник у секторі «С» зони АТО в околицях Горлівки. На початку 2015 року написав ряд публікацій у Facebook, які були передруковані у «Новій газеті» (м. Кропивницький).
Після демобілізації наприкінці серпня 2015 року історії були дописані та впорядковані у книжку «Фронтовий щоденник. Окопні історії». Книгу видано на початку 2017 року, презентація відбулася в залі обласної Філармонії у присутності голови Кіровоградської обласної ради Олександра Чорноіваненка та голови Кіровоградської ОДА Сергія Кузьменка  та розповсюджено в усіх бібліотеках Кіровоградської області.
2020 року Міністерство оборони України та газета Верховної Ради України «Голос України» оголосили спільний літературний конкурс під назвою «Героям слава!». Електронна версія книги Дмитра Степаненка «Окопні історії» виграла гран-прі конкурсу.